# 反复体
反复体(缩写：iter)，也称“单动作体”、“事件内复数体”或“可倍增体”，:317-401是一种语法体，表达明显在同一情景下事件的重复，如“他敲门”“他咳嗽了”“她正在敲鼓”等。:53:160注意不要与反复动词体和习惯体混淆，它们都表示在不同情景下事件的重复。
其他作者:236将“事件内复数体”for this单事件重复预留出来，并将反复体定义为指示超过一个情景下的数个重复，相对地“频繁”反复则以反复动词体表达。